# Schwitzkasten

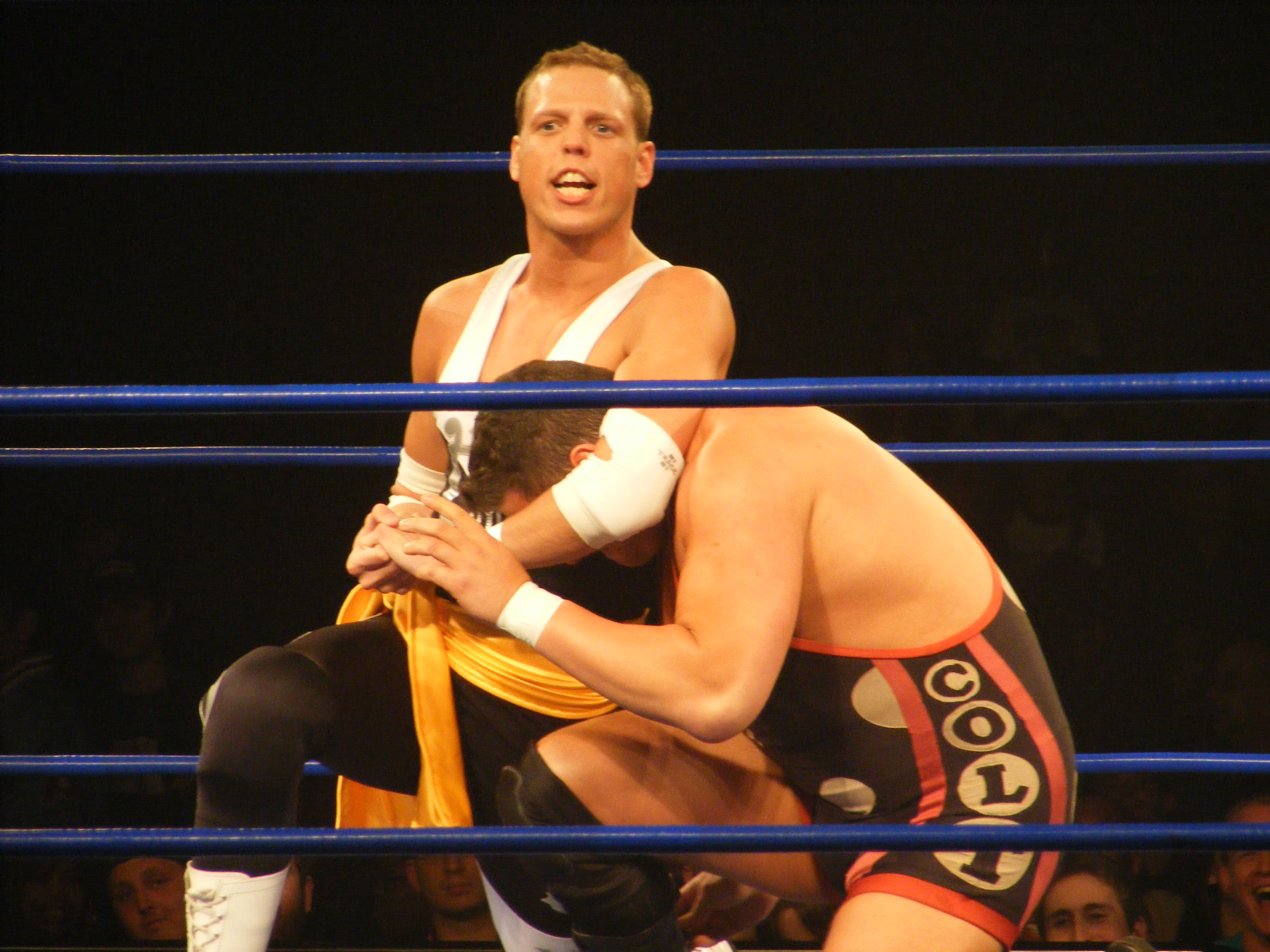
Einsatz des Schwitzkastens bei einem Wrestling-Schaukampf

Schwitzkasten ist eine umgangssprachliche Bezeichnung für einen Unterarmwürgegriff, wobei mit möglichst großer Kraft zugedrückt wird. Der Angegriffene steht dabei neben bzw. hinter dem Angreifer, der den Hals des Angegriffenen zwischen einer Armbeuge und dem Brustkasten hält. Da der Angreifer den Angegriffenen unter seiner Kontrolle hat und dieser sich nicht mehr im Gleichgewicht befindet, besteht die Möglichkeit, ihn zu Boden zu bringen.
Früher wurde mit Schwitzkasten ein mit einer Öffnung für den Kopf versehener hölzerner Kasten für Schwitzbäder bezeichnet.

## Anwendung
In den Vereinigten Staaten ist der sogenannte Schwitzkasten eine Festnahmetechnik der Polizei, Verdächtige oder Täter unter Kontrolle zu bringen. Durch diesen Griff kommen dort jedes Jahr einige Menschen zu Tode. In Deutschland hingegen findet der Polizeigriff (sogen. Abführgriff: Anwinkeln und Hochdrücken eines Armes auf dem Rücken des Festzunehmenden) Anwendung. Sehr beliebt ist der Schwitzkasten bei Raufereien ebenso wie im Straßenkampf und in manchen Kampfsportarten. Bereits im Mittelalter war der Schwitzkasten als Griff bekannt und wurde sogar bildlich dargestellt.

## Gesundheitliche Gefahren
Die Anwendung des Schwitzkastens kann gesundheitliche Gefahren mit sich bringen, besonders, wenn der Angegriffene heftig umklammert wird oder von schwächerer Statur ist. Insbesondere kann es zu Schäden an der Halswirbelsäule, am Kehlkopf, der Luftröhre und generell Strukturen im Halsbereich kommen. Ein Einklemmen der Ohren beim Halten und besonders beim Abstreifen des Griffes kann außerdem Hämatome verursachen, die schlecht abheilen (siehe Blumenkohlohr). Eine Ohnmacht des Opfers durch Abdrücken der Arteria carotis communis ist möglich.

## Regionale Bezeichnungen
Der Ausdruck Schwitzkasten findet in Deutschland weite Verbreitung. Der Begriff ist regional jedoch auch unter anderen Synonymen bekannt. In Ostwestfalen spricht man beispielsweise von gerdeln, dagegen wird im bayrischen Raum oft von doschln gesprochen.

## Wrestling
Im Wrestling hat der Schwitzkasten als Sleeper Hold als Zermürbungs- und Aufgabegriff einen festen Platz, insbesondere da für Zuschauer nicht erkennbar ist, wie stark der Ausführende zudrückt. Als Variante dazu in sitzender Haltung (aus der Side Control) existiert hierzu der Bulldog Choke.
Eine weitere verwandte Form stellt der Front Headlock, auch bekannt als Guillotine-Choke dar. Dabei handelt es sich um einen Schwitzkasten von vorne. Während der Bulldog Choke nur sitzend ausgeführt werden kann, kann der Guillotine Choke sowohl stehend wie auch sitzend (zum Beispiel aus der Guard-Position) ausgeführt werden. Damit ist er auch etwa für Personen im Rollstuhl geeignet. Ein erfahrener Kämpfer kann bei den beiden letztgenannten Formen den Kampf für sich entscheiden, indem der Gegner durch Abklopfen aufgibt, dieser ohnmächtig wird oder der Ringrichter den Kampf beendet.